# Explorers de La Salle
Les Explorers de La Salle sont les équipes sportives universitaires de l'Université La Salle à Philadelphie aux États-Unis. Les Explorers participent à la division I de la National Collegiate Athletic Association (NCAA) en tant que membres de la Atlantic 10 Conference. Les équipes masculine et féminine de basket-ball participent également au Philadelphia Big 5. Le 3 juin 2019, Brian Baptiste a été nommé directeur de l'athlétisme et des loisirs à compter du 1er août 2019. Baptiste occupe actuellement le poste de directeur adjoint adjoint des projets d'immobilisations et des opérations à la Northwestern University. 

## Aperçu

### Le nom d'équipe
Le surnom des Explorers provient d'une célèbre erreur commise par un rédacteur sportif de Philadelphie. L'écrivain pensait que l'université portait le nom de l'explorateur français Sieur de La Salle, alors qu'elle porte en fait le nom de Saint Jean-Baptiste de la Salle. Le surnom a cependant fait son chemin et est resté depuis. 

### La rivalité
Le principal rival historique de La Salle a été les Hawks de l'Université Saint-Joseph, surtout en basket-ball masculin. Non seulement les deux écoles sont situées à Philadelphie, mais elles sont toutes les deux des institutions privées catholiques et sont toutes deux membres des Atlantic 10 et des Big 5. 

### Championnats nationaux
Les équipes de La Salle ont remporté deux championnats nationaux : le tournoi de basket-ball masculin Division I de la NCAA en 1954 et le championnat de hockey sur gazon AIAW en 1980. 
L'école a également remporté le National Invitation Tournament de 1952 alors que ce tournoi était toujours considéré comme comparable au tournoi NCAA. 